# Zellpenetrierendes Peptid

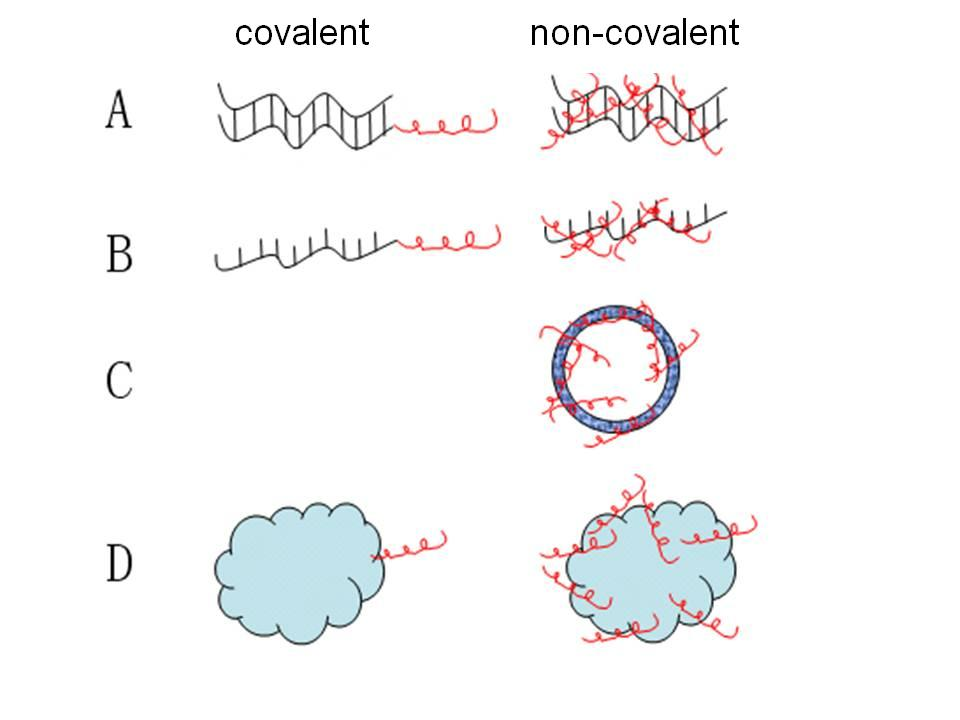
CPP mit a) doppelsträngiger DNA oder RNA, b) einzelsträngiger DNA oder RNA, c) Plasmid-DNA oder d) Proteinen

Ein zellpenetrierendes Peptid (engl. cell-penetrating peptide, CPP, oder protein transduction domain, Transduktionsdomäne, PTD) bezeichnet ein Peptid, das Zellmembranen durchdringen (penetrieren) kann. Dadurch kann auch ein an das Peptid angehängtes Fusionsprotein, sowie kovalent oder nicht-kovalent mit dem zellpenetrierenden Peptid verbundene Nukleinsäuren oder Nanopartikel, in Zellen eingeschleust werden. Es wurden mit zellpenetrierenden Peptiden auch small molecules wie Zytostatika, Virustatika, Kontrastmittel oder auch Quantum Dots in Zellen gebracht.
Diese Proteintransduktion wurde 1988 gleichzeitig von zwei Arbeitsgruppen entdeckt, als festgestellt wurde, dass das Tat-Protein des Humanen Immundefizienz-Virus (HIV) von verschiedenen Zelltypen in Zellkultur aufgenommen wurde. Seitdem sind weitere Beispiele der CPP bekannt geworden. Auch bei polykationischen Proteinen, wie z. B. gegen DNA gerichtete Antikörper oder Histone konnte eine Aufnahme in Zellen gezeigt werden.

## Mechanismus
Die meisten zellpenetrierenden Peptide bestehen überwiegend aus basischen und unpolaren Aminosäuren, vor allem Lysin und Arginin, Tryptophan, Phenylalanin, Leucin und Isoleucin (polykationischer Typ). Die kationischen Aminosäuren binden an negativ geladene Rezeptoren auf der Zelloberfläche wie z. B. Sialinsäuren oder Heparansulfat, während die unpolaren Aminosäuren eine Adsorption an die Lipide der Zellmembran vermitteln. Ein weiterer Typ besteht aus abwechselnd polaren und unpolaren Aminosäuren (amphipathischer Typ).

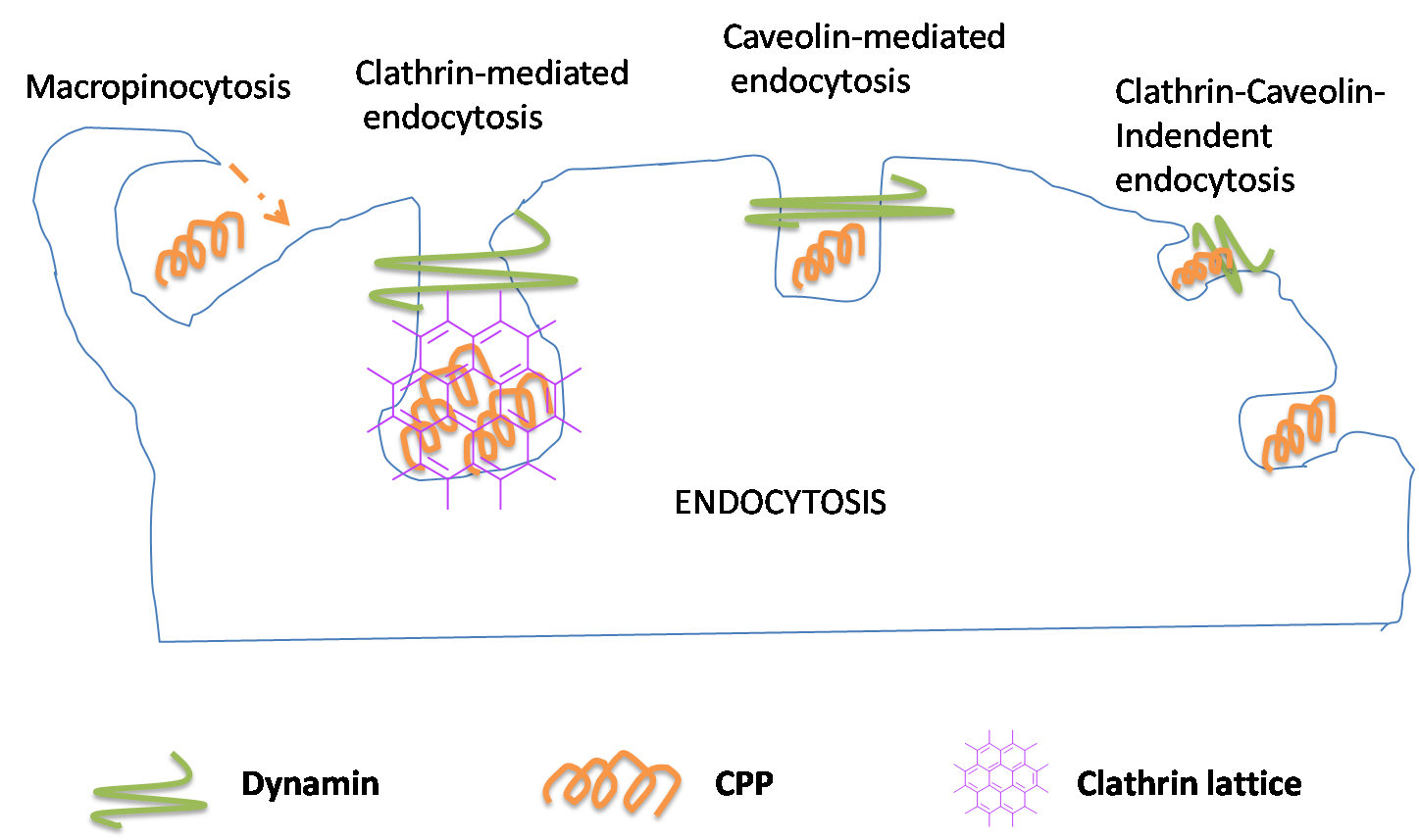
Endozytosewege

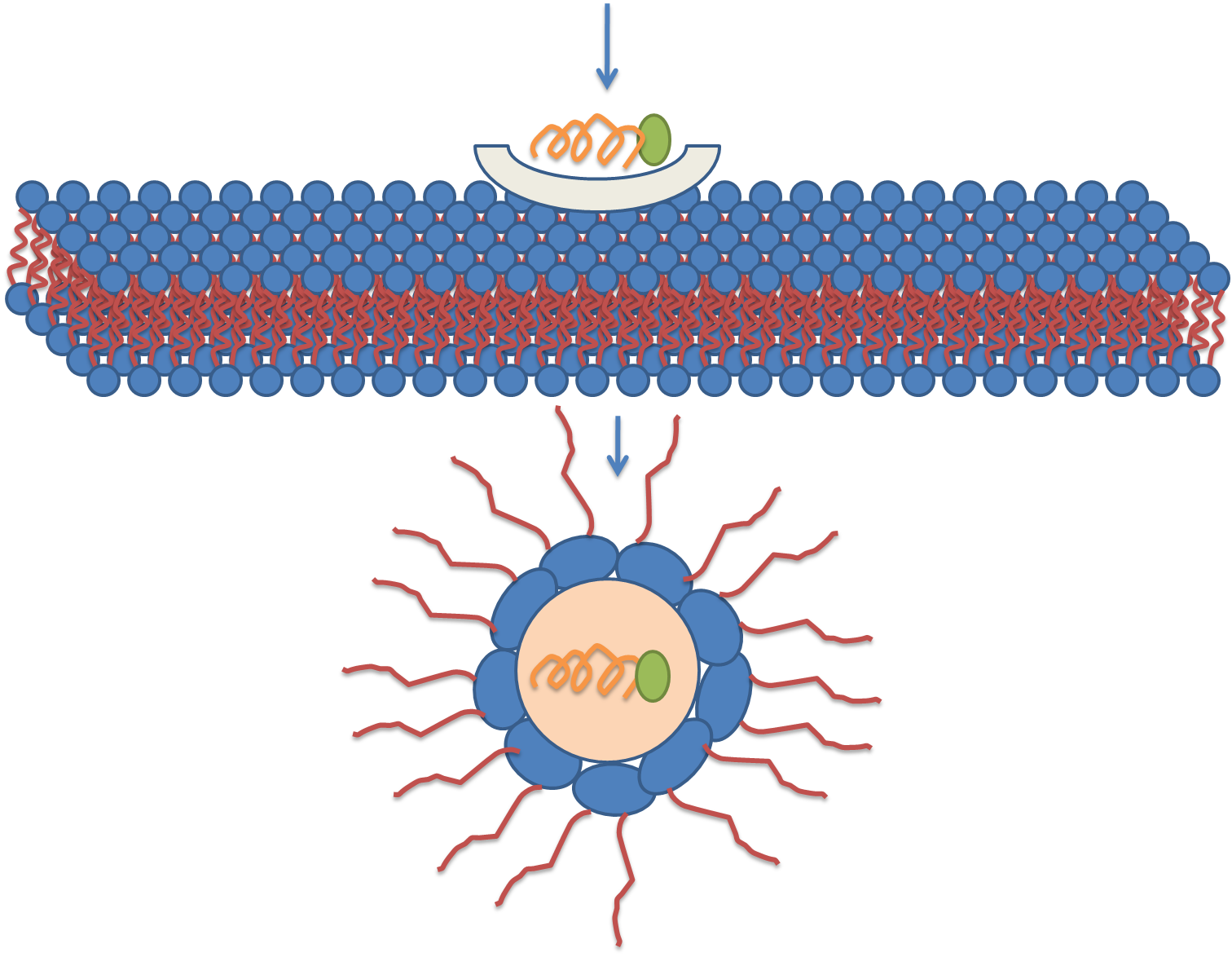
Invertierte Micelle

Zellpenetrierende Peptide haben unterschiedliche Sequenzen und es existieren drei Hypothesen, wie die Zellpenetration erfolgt:
- über direkte Penetration der Zellmembran durch Porenbildung
- über hygroskopische Puffereffekte (engl. proton sponge), die nach Endozytose zu einem Anschwellen des Endosoms und Rissen in der Endosomenmembran führen.
- über Membraninsertion und Bildung invertierter Micellen

Teilweise wird die Bindung an Zellen und die Endozytose durch Bindung an Rezeptoren verstärkt, z. B. Chemokinrezeptoren, Syndekane, Neuropiline, oder Integrine. Nachdem eine Zellpenetration auch ohne Endozytose bei 4 °C auftrat, wurde eine direkte, sowie Endozytose- und ATP-unabhängige Penetration vermutet, jedoch wurde auch über Artefakte der Fixierung und Färbung berichtet. Für die direkte Penetration spricht die Tatsache, dass sich CPP auch durch ER-Membrane oder künstliche Lipiddoppelschichten verteilen können. Die Bildung einer Membranpore an der endosomalen Membran oder der Zellmembran wurde experimentell verifiziert. Allerdings spricht für die Endozytose eine Ungleichverteilung der CPP in unterschiedlichen Zellkompartimenten, eine Verminderung der Verteilung des CPPs Penetratin bei Zugabe von Endozytosehemmern, eine mikroskopische Kolokalistion mit Caveolin und eine Aufnahme über Pinozytose. Möglicherweise läuft mehr als ein Aufnahmemechanismus parallel ab, insbesondere verändern sich die Anteile dieser Mechanismen bei Veränderung der Größe des angehängten Moleküls oder Partikels.
Der dritte Mechanismus vermutet die Bildung einer invertierten Micelle, bei dem die Phosphatgruppen der Membranlipide um das CPP und die aliphatischen Anteile nach außen orientiert sind. Dadurch verbleibt das Peptid in einer hydrophilen Umgebung.
Typische Vertreter der zellpenetrierenden Peptide sind z. B. Penetratin, Transportan, HIV1-Tat-Peptid48–60, HIV1-Rev-Peptid34–50,  Antennapedia43–58 und Octaarginin.

## Anwendungen

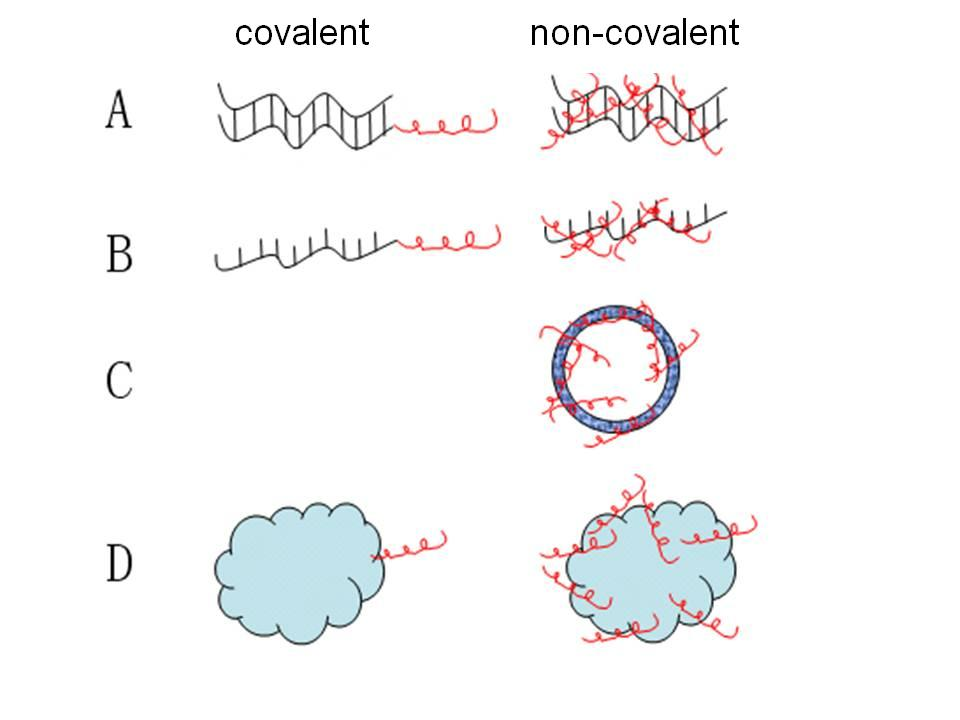
Kovalente Kopplung und Adsorption von CPP, A mit dsDNA oder dsRNA, B mit ssDNA oder ssRNA, C mit Plasmiden, D mit anderen Makromolekülen

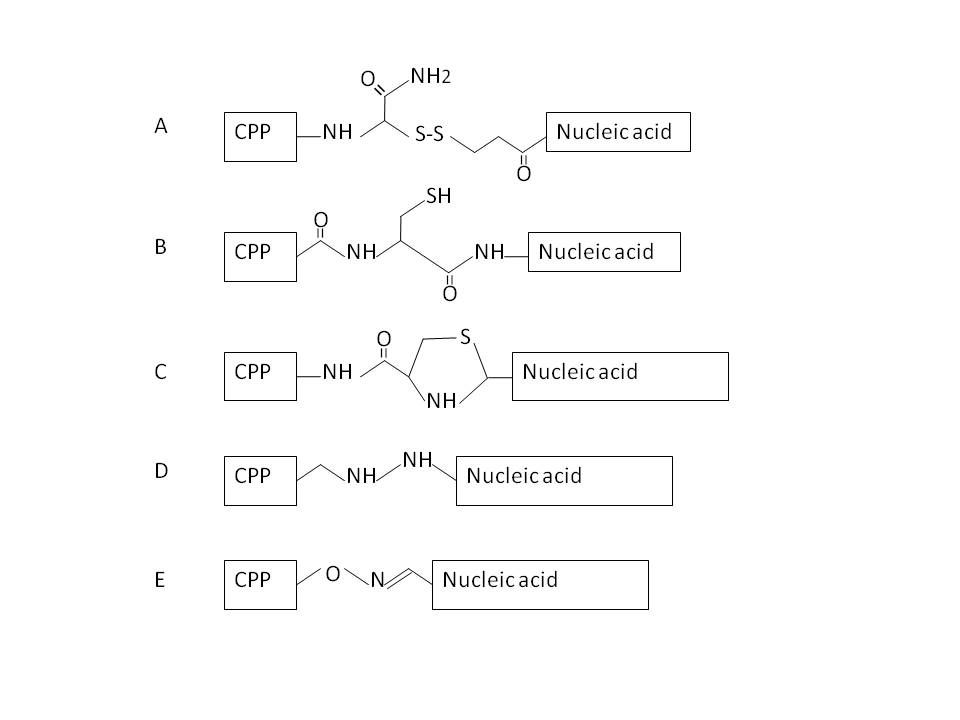
Kovalente Kopplungsarten von CPP an Nukleinsäuren

Zellpenetrierende Peptide können in Forschung und Therapie als Transfektionsreagens zum Transport von RNA, DNA, PNA und Morpholinos genutzt werden. Zyklische Octaarginine wurden für den Endozytose-unabhängigen Transport von Antigen-bindenden Proteinen verwendet.  Modifizierte CPP-Konstruktionen sind durch spezielle Enzyme wie MMP oder durch photonische Signale aktivierbar und ermöglichen so die gezielte Transfektion bestimmter Zelltypen.
Zellpenetrierende Peptide können über verschiedene Bindungen an Nukleinsäuren gekoppelt werden, darunter mit spaltbaren Linkern, z. B. mit Disulfidbrücken, Amiden, Thiazolidin, Oximen und Hydrazinen. Allerdings wirken sich diese Gruppen vermutlich auf die biologische Aktivität aus. Daher werden auch nichtkovalente Methoden der Verbindung zwischen CPP und Nukleinsäuren verwendet. Bei siRNA wurden kovalente und nichtkovalente Methoden verwendet. Ebenso wurden CPP mit kompetitiv hemmender DNA, Plasmiden, Proteinen Kontrastmitteln, Quantenpunkten, Gadolinium-Komplexen und superparamagnetischem Eisenoxid (SPIO) eingesetzt.

## Übersichtsliteratur
- Siegmund Reissmann: Cell penetration: scope and limitations by the application of cell-penetrating peptides. In: Journal of Peptide Science. 20, 2014, S. 760, doi:10.1002/psc.2672.
- A. Erazo-Oliveras, N. Muthukrishnan u. a.: Improving the endosomal escape of cell-penetrating peptides and their cargos: strategies and challenges. In: Pharmaceuticals. Band 5, Nummer 11, November 2012, S. 1177–1209, doi:10.3390/ph5111177, PMID 24223492, PMC 3816665 (freier Volltext) (Review).